# De val (strip)
De val is een stripalbum dat voor het eerst is uitgegeven in april 2004 met Etienne Davodeau als schrijver en tekenaar. Deze uitgave werd uitgegeven door Dupuis in de collectie vrije vlucht.